# Café du Monde

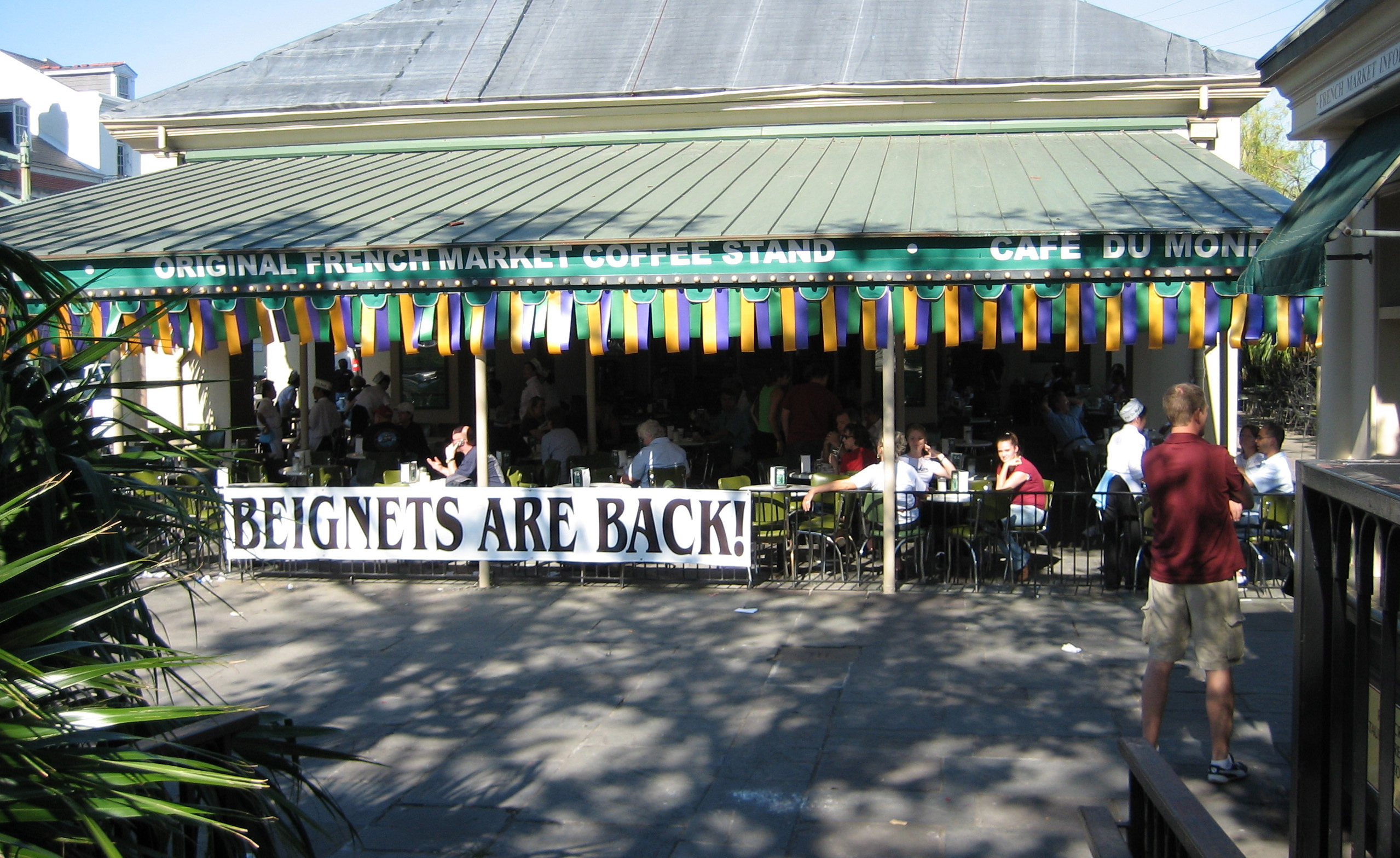
Das Café du Monde am Tag seiner Wiedereröffnung nach dem Hurrikan Katrina mit dem Banner „Beignets are back!“ („Die Beignets sind zurück!“)

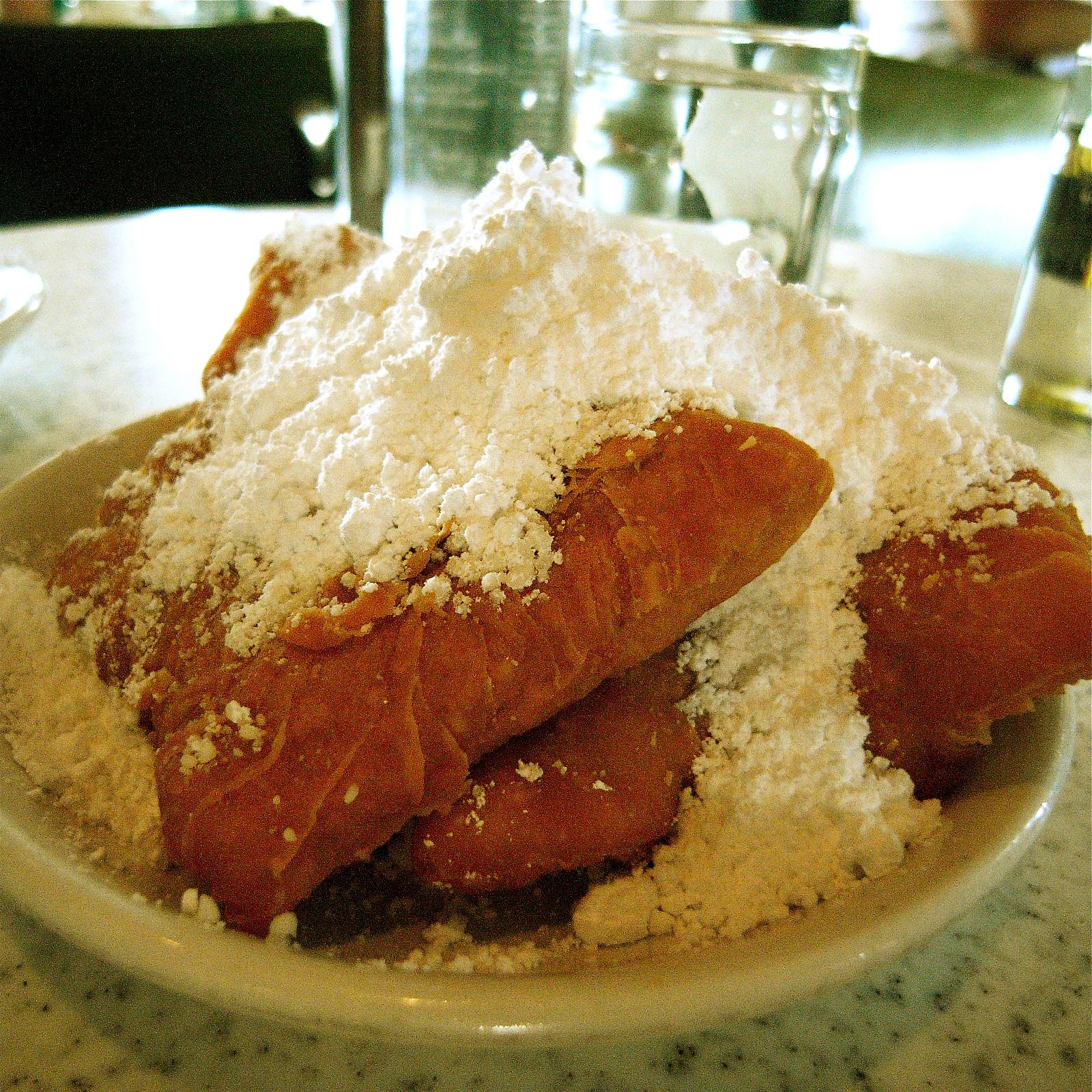
Beignets im Café du Monde

Das Café du Monde ist ein Café mit eigener Bäckerei in New Orleans. Sein Hauptgeschäft befindet sich seit 1862 in der Decatur Street am Rande des historischen French Quarter. Es ist berühmt für seine Beignets und seinen Zichorienkaffee und gilt als Touristenattraktion. Das Café du Monde hat rund um die Uhr geöffnet, außer an den Weihnachtsfeiertagen und während eines Hurrikans.

## Geschichte
Das Café du Monde wurde 1862 als kleines Straßencafé eröffnet. Seitdem besteht es ununterbrochen am selben Ort. Es wurde bekannt für seinen Coffee and Chicory – Milchkaffee aus Kaffeebohnen und gerösteten Chicoréewurzeln, eine Spezialität der Südstaaten, und seine hausgebackenen Beignets, ein französisches Fettgebäck, das mit Puderzucker serviert wird und fester Bestandteil der Küche von New Orleans ist. Das Angebot des Café du Monde bestand über mehr als hundert Jahre ausschließlich aus diesen beiden Spezialitäten. Erst seit 1988 gehören Eiskaffee und Soft Drinks zum Angebot. 1942 kaufte Hubert Fernandez das Café, das sich seitdem im Besitz seiner Familie befindet.

### Hurrikan Katrina
Als am 27. August 2005 gegen Mitternacht der Hurrikan Katrina New Orleans erreichte, musste auch das Café du Monde schließen. Durch seine im Vergleich zu anderen Teilen der Stadt erhöhte Lage erlitt es nur geringe Schäden. Nach dem Hurrikan blieb das Café sechs Wochen lang für Umbauarbeiten geschlossen. Seine Wiedereröffnung am 19. Oktober 2005 war als Symbol für die ökonomische und gesellschaftliche Wiederbelebung der zerstörten Stadt landesweit Thema in den Nachrichten.

### Café du Monde als Marke
Die Weltausstellung, die 1984 in New Orleans stattfand, trug dazu bei, das Café du Monde international bekannt zu machen. Im Laufe der 1980er Jahre entwickelte sich das Café du Monde zum internationalen Franchise. Ein Partnerunternehmen eröffnete in Japan über 50 Filialen im Stil des ursprünglichen Cafés im French Quarter, die ein ähnliches Sortiment aus Kaffee und Beignets anbieten.
Im Großraum New Orleans betreibt das Café du Monde inzwischen acht Filialen (Stand: 2017), darunter in den Vororten Metairie und Kenner sowie in Mandeville und Covington nördlich des Lake Pontchartrain. In mehreren Geschenkläden in New Orleans und über einen Onlineshop vertreibt das Café du Monde seinen eigenen Kaffee, Beignets und ein breites Sortiment an Merchandise-Artikeln.

### Café du Monde in Literatur und Film
Das Café du Monde ist ein häufiger Schauplatz in Romanen und Filmen, die in New Orleans spielen. Es kommt unter anderem in den Kriminalromanen von James Lee Burke, den Horrorgeschichten von Poppy Z. Brite, den Fantasy-Liebesgeschichten von Sherrilyn Kenyon und Kresley Cole und den Vampirromanen von Anne Rice vor.
Das Café du Monde ist unter anderem in den Filmen Die Unfassbaren – Now You See Me, Kiss the Cook – So schmeckt das Leben!, Interview mit einem Vampir, Das Urteil – Jeder ist käuflich und in den Fernsehserien Treme vor sowie in Die Simpsons: In der Schlussszene der 17. Folge der 29. Staffel ist zu sehen, wie Homer, Bart und Lisa die berühmten Beignets essen.